# ベルツァーノ・ディ・トルトーナ
ベルツァーノ・ディ・トルトーナ（伊: Berzano di Tortona）は、イタリア共和国ピエモンテ州アレッサンドリア県にある、人口約200人の基礎自治体（コムーネ）。

## 地理

### 位置・広がり
| 隣接するコムーネは以下の通り。 - モンレアーレ - サレッツァーノ - ヴィグッツォーロ - ヴォルペリーノ |

### 地震分類
イタリアの地震リスク階級 (it) では、3 に分類される
。

## 行政

### 分離集落
ベルツァーノ・ディ・トルトーナには、以下の分離集落（フラツィオーネ）がある。
- Cappellette, Chiesa, Inselmina, Magostino, Valbona

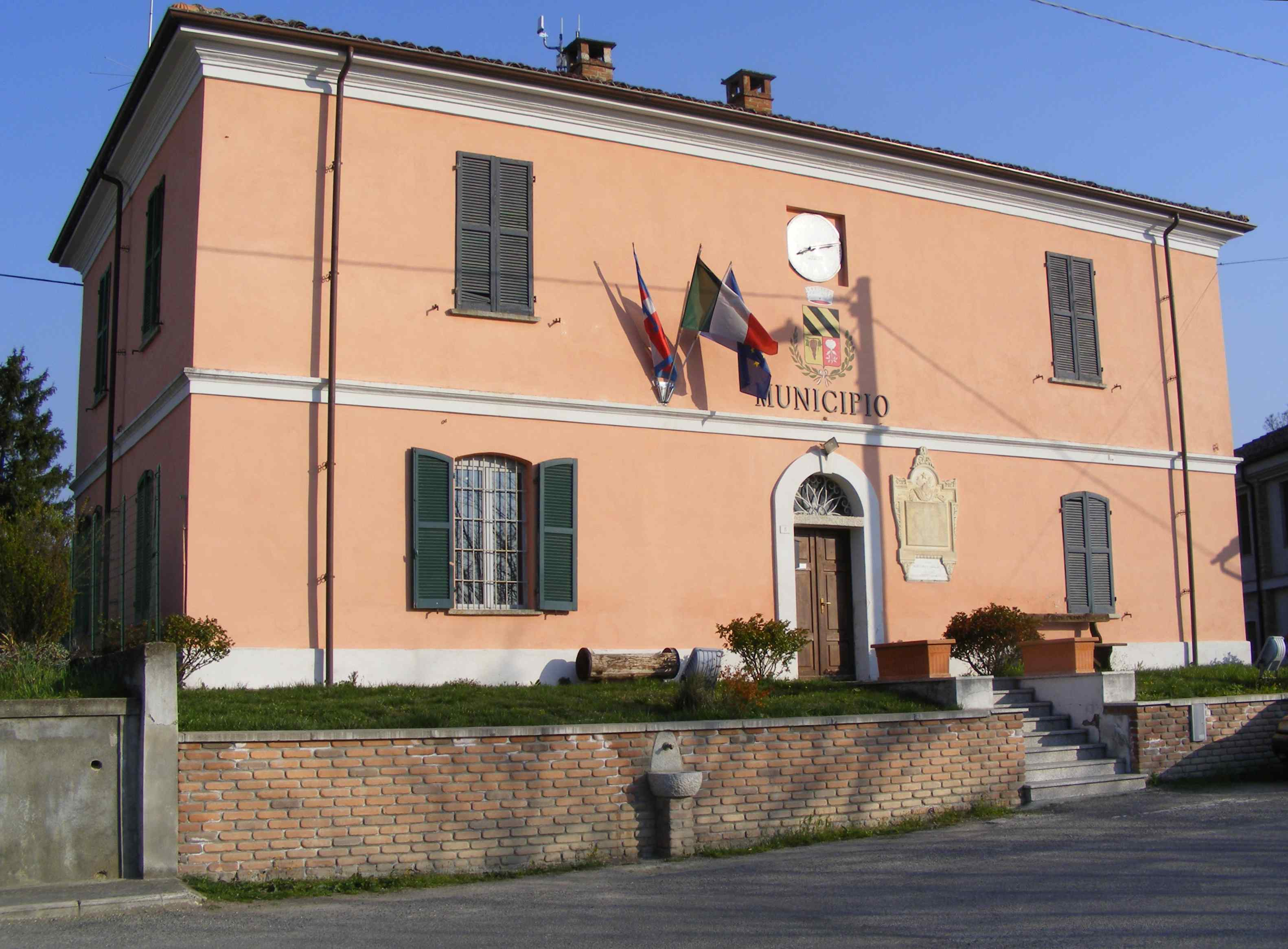
役場